# Henri Dunant
Jean Henri Dunant, švicarski mirovnik in humanist, * 8. maj 1828, Ženeva, Švica, † 30. oktober 1910, Heiden.

Dunantu se je, ko je bil očividec bitke pri Solferinu v Italiji, kjer je videl ranjene vojake, ki niso imeli nobene pomoči, porodila zamisel, da bi ustanovil organizacijo, ki bi nevtralno pomagala vsem ranjenim vojakom.
Zamisel se je 1863 uresničila v podobi Rdečega križa. Nobelovo nagrado za mir je prejel leta 1901 skupaj s Frédéricom Passyjem. 
Obletnica njegovega rojstva, 8. maj, velja za mednarodni dan Rdečega križa.